# Åsa Lönnqvist
Åsa Britta Lönnqvist, född 14 april 1970, är en svensk tidigare fotbollsspelare som spelade i försvarande position i Sveriges damlandslag i fotboll men även klubblagen Tyresö FF och Älvsjö AIK. Hon har tagit fyra SM-guld för Älvsjö AIK. Hon representerade Sverige i OS i Atlanta år 1996 och i Sydney 2000. 
Hon är dotter till den socialdemokratiska politikern Ulf Lönnqvist.

## Karriär
Åsa Lönnqvist representerade Sverige vid världsmästerskapen 1995 och 1999 samt olympiska spelen 1996 och 2000.

## Annat arbete
Efter sin karriär blev Lönnqvist invald i styrelsen för Tyresö FF. I mars 2011 blev hon också invald i Styrelsen för överklaganden på Svenska Fotbollförbundet. Lönnqvist arbetar nu som fysioterapeut och åker med svenska ungdomslandslag i fotboll.

## Utmärkelser och priser
- Svenska mästarna: 1997, 1998, 1999
- Svenska cupen: 1997, 1999